# فهرست شهرهای ازبکستان
ازبکستان پرجمعیت‌ترین کشور واقع در منطقهٔ آسیای مرکزی است. پایتخت این کشور، شهر تاشکند نیز پرجمعیت‌ترین شهر این منطقه محسوب می‌شود.
ازبکستان مجموعاً ۱۲۰ شهر را در خود جای داده است که این شهرها در ۱۴ بخش این کشور (شامل ۱۲ ولایت، جمهوری خودمختار قره‌قالپاقستان و قلمرو مستقل تاشکند) پراکنده شده‌اند.
فهرست شهرهای ازبکستان و جمعیت آن‌ها در سال ۲۰۱۶ به شرح زیر است:
| ردیف | نام شهر     | ولایت         | سال شهرشدن | جمعیت (۲۰۱۶) | رتبه در استان |
| ---- | ----------- | ------------- | ---------- | ------------ | ------------- |
| ۱    | تاشکند      | تاشکند        | سدهٔ هفتم   | ۲٬۳۴۰٬۹۰۰    | ۱             |
| ۲    | سمرقند      | سمرقند        | سدهٔ چهارم  | ۴۷۷٬۰۰۰      | ۱             |
| ۳    | نمنگان      | نمنگان        | ۱۹۱۰       | ۴۶۷٬۹۰۰      | ۱             |
| ۴    | اندیجان     | اندیجان       | سدهٔ نهم    | ۳۹۸٬۲۰۰      | ۱             |
| ۵    | نوکاث       | قره‌قالپاقستان | ۱۹۳۲       | ۲۸۶٬۵۰۰      | ۱             |
| ۶    | فرغانه      | فرغانه        | ۱۹۷۴       | ۲۶۱٬۳۰۰      | ۱             |
| ۷    | بخارا       | بخارا         | سدهٔ چهارم  | ۲۴۷٬۴۰۰      | ۱             |
| ۸    | نخشب        | قشقه‌دریا      | ۱۹۲۶       | ۲۴۴٬۱۰۰      | ۱             |
| ۹    | خوقند       | فرغانه        | سدهٔ دهم    | ۲۲۲٬۶۰۰      | ۲             |
| ۱۰   | مرغیلان     | فرغانه        | سدهٔ دهم    | ۱۸۶٬۳۰۰      | ۳             |
| ۱۱   | جیزک        | جیزک          | سدهٔ دهم    | ۱۶۱٬۳۰۰      | ۱             |
| ۱۲   | چیرچیق      | تاشکند        | ۱۹۳۵       | ۱۴۷٬۵۰۰      | ۱             |
| ۱۳   | انگرن       | تاشکند        | ۱۹۴۶       | ۱۴۲٬۶۰۰      | ۲             |
| ۱۴   | گرگانج      | خوارزم        | ۱۹۲۹       | ۱۳۶٬۶۰۰      | ۱             |
| ۱۵   | ترمذ        | سرخان‌دریا     | سدهٔ یکم    | ۱۳۵٬۷۰۰      | ۱             |
| ۱۶   | نوایی       | نوایی         | ۱۹۵۸       | ۱۳۱٬۰۰۰      | ۱             |
| ۱۷   | آلمالیق     | تاشکند        | ۱۹۵۱       | ۱۱۹٬۱۰۰      | ۳             |
| ۱۸   | شهر سبز     | قشقه‌دریا      | ۱۹۲۹       | ۹۸٬۴۰۰       | ۲             |
| ۱۹   | بیک‌آباد     | تاشکند        | ۱۹۴۵       | ۸۸٬۴۰۰       | ۴             |
| ۲۰   | ده‌نو        | سرخان‌دریا     | ۱۹۵۸       | ۷۸٬۳۰۰       | ۲             |
| ۲۱   | شهر خان     | اندیجان       | ۱۹۷۰       | ۷۱٬۴۰۰       | ۲             |
| ۲۲   | کته‌قرغان    | سمرقند        | ۱۸۶۸       | ۶۹٬۴۰۰       | ۲             |
| ۲۳   | چوست        | نمنگان        | ۱۹۶۹       | ۶۹٬۱۰۰       | ۲             |
| ۲۴   | کاسان       | قشقه‌دریا      | ۱۹۷۲       | ۶۸٬۹۰۰       | ۳             |
| ۲۵   | خواجه‌ایلی   | قره‌قالپاقستان | ۱۹۲۶       | ۶۷٬۸۰۰       | ۲             |
| ۲۶   | اورگوت      | سمرقند        | ۱۹۷۳       | ۶۵٬۳۰۰       | ۳             |
| ۲۷   | گلستان      | سیردریا       | ۱۹۵۲       | ۶۳٬۱۰۰       | ۱             |
| ۲۸   | زرافشان     | نوایی         | ۱۹۷۲       | ۶۲٬۳۰۰       | ۲             |
| ۲۹   | آساکا       | اندیجان       | ۱۹۳۷       | ۶۲٬۲۰۰       | ۳             |
| ۳۰   | پرکند       | تاشکند        | ۱۹۸۴       | ۶۰٬۲۰۰       | ۵             |
| ۳۱   | خیوه        | خوارزم        | سدهٔ چهارم  | ۵۸٬۹۰۰       | ۲             |
| ۳۲   | تورت‌کول     | قره‌قالپاقستان | ۱۹۷۳       | ۵۸٬۲۰۰       | ۳             |
| ۳۳   | کاگان       | بخارا         | ۱۹۲۹       | ۵۷٬۸۰۰       | ۲             |
| ۳۴   | بیرونی      | قره‌قالپاقستان | ۱۹۶۲       | ۵۵٬۹۰۰       | ۴             |
| ۳۵   | ینگی‌یول     | تاشکند        | ۱۹۳۴       | ۵۵٬۳۰۰       | ۶             |
| ۳۶   | چارتاق      | نمنگان        | ۱۹۷۶       | ۵۳٬۴۰۰       | ۳             |
| ۳۷   | کاسانسای    | نمنگان        | ۱۹۷۳       | ۵۰٬۹۰۰       | ۴             |
| ۳۸   | چیمبای      | قره‌قالپاقستان | ۱۹۲۶       | ۵۰٬۴۰۰       | ۵             |
| ۳۹   | تخیه‌تاش     | قره‌قالپاقستان | ۱۹۵۳       | ۴۷٬۵۰۰       | ۶             |
| ۴۰   | قوه         | فرغانه        | ۱۹۷۴       | ۴۶٬۴۰۰       | ۴             |
| ۴۱   | قوه‌سای      | فرغانه        | ۱۹۵۴       | ۴۴٬۳۰۰       | ۵             |
| ۴۲   | غجدوان      | بخارا         | ۱۹۷۲       | ۴۳٬۴۰۰       | ۳             |
| ۴۳   | آق‌تاش       | سمرقند        | ۱۹۶۷       | ۴۱٬۶۰۰       | ۴             |
| ۴۴   | کتاب        | قشقه‌دریا      | ۱۹۷۶       | ۴۰٬۸۰۰       | ۴             |
| ۴۵   | اوچ‌قرغان    | نمنگان        | ۱۹۶۹       | ۴۰٬۰۰۰       | ۵             |
| ۴۶   | قمشی        | قشقه‌دریا      | ۱۹۷۸       | ۳۹٬۱۰۰       | ۵             |
| ۴۷   | ینگی‌یر      | سیردریا       | ۱۹۵۷       | ۳۷٬۵۰۰       | ۲             |
| ۴۸   | قونغیرات    | قره‌قالپاقستان | ۱۹۶۹       | ۳۷٬۱۰۰       | ۷             |
| ۴۹   | دشت‌آباد     | جیزک          | ۱۹۷۴       | ۳۶٬۵۰۰       | ۲             |
| ۵۰   | پسکند       | تاشکند        | ۱۹۶۶       | ۳۴٬۹۰۰       | ۷             |
| ۵۱   | رشتان       | فرغانه        | ۱۹۷۷       | ۳۴٬۸۰۰       | ۶             |
| ۵۲   | پخته‌آباد    | اندیجان       | ۱۹۷۵       | ۳۴٬۴۰۰       | ۴             |
| ۵۳   | آهنگران     | تاشکند        | ۱۹۶۶       | ۳۳٬۸۰۰       | ۸             |
| ۵۴   | منغیت       | قره‌قالپاقستان | ۱۹۷۳       | ۳۳٬۲۰۰       | ۸             |
| ۵۵   | قره‌سو       | اندیجان       | ۱۹۸۰       | ۳۳٬۰۰۰       | ۵             |
| ۵۶   | نورآتا      | نوایی         | ۱۹۷۶       | ۳۲٬۳۰۰       | ۳             |
| ۵۷   | قرغان‌تپه    | اندیجان       | ۱۹۷۶       | ۳۰٬۸۰۰       | ۶             |
| ۵۸   | کلس         | تاشکند        | ۱۹۷۶       | ۳۰٬۶۰۰       | ۹             |
| ۵۹   | توره‌قرغان   | نمنگان        | ۱۹۷۹       | ۳۰٬۳۰۰       | ۶             |
| ۶۰   | مبارک       | قشقه‌دریا      | ۱۹۷۴       | ۳۰٬۱۰۰       | ۶             |
| ۶۱   | بلنغور      | سمرقند        | ۱۹۷۳       | ۲۹٬۲۰۰       | ۵             |
| ۶۲   | شیرآباد     | سرخان‌دریا     | ۱۹۷۳       | ۲۹٬۱۰۰       | ۳             |
| ۶۳   | سیردریا     | سیردریا       | ۱۹۷۱       | ۲۸٬۸۰۰       | ۳             |
| ۶۴   | بایسون      | سرخان‌دریا     | ۱۹۷۵       | ۲۷٬۶۰۰       | ۴             |
| ۶۵   | خان‌آباد     | اندیجان       | ۱۹۷۲       | ۲۷٬۰۰۰       | ۷             |
| ۶۶   | حق‌قل‌آباد    | نمنگان        | ۱۹۷۴       | ۲۷٬۰۰۰       | ۷             |
| ۶۷   | پاپ         | نمنگان        | ۱۹۸۰       | ۲۶٬۹۰۰       | ۸             |
| ۶۸   | اوچ‌قدوق     | نوایی         | ۱۹۷۸       | ۲۶٬۸۰۰       | ۴             |
| ۶۹   | پایتوق      | اندیجان       | ۱۹۸۰       | ۲۶٬۰۰۰       | ۸             |
| ۷۰   | شورچی       | سرخان‌دریا     | ۱۹۷۶       | ۲۵٬۰۰۰       | ۵             |
| ۷۱   | یایپن       | فرغانه        | ۱۹۷۵       | ۲۴٬۹۰۰       | ۷             |
| ۷۲   | غله‌آرال     | جیزک          | ۱۹۷۳       | ۲۴٬۷۰۰       | ۳             |
| ۷۳   | گذار        | قشقه‌دریا      | ۱۹۷۷       | ۲۴٬۵۰۰       | ۷             |
| ۷۴   | آخوندبابایف | اندیجان       | ۱۹۷۵       | ۲۴٬۰۰۰       | ۹             |
| ۷۵   | پخته‌کار     | جیزک          | ۱۹۷۴       | ۲۳٬۹۰۰       | ۴             |
| ۷۶   | چراغچی      | قشقه‌دریا      | ۱۹۸۰       | ۲۳٬۸۰۰       | ۸             |
| ۷۷   | چیناز       | تاشکند        | ۱۹۷۲       | ۲۳٬۷۰۰       | ۱۰            |
| ۷۸   | نورافشان    | تاشکند        | ۱۹۷۳       | ۲۳٬۷۰۰       | ۱۱            |
| ۷۹   | بش‌آریق      | فرغانه        | ۱۹۸۳       | ۲۲٬۸۰۰       | ۸             |
| ۸۰   | جرقرغان     | سرخان‌دریا     | ۱۹۷۳       | ۲۲٬۷۰۰       | ۶             |
| ۸۱   | قره‌کول      | بخارا         | ۱۹۸۰       | ۲۲٬۳۰۰       | ۴             |
| ۸۲   | بوکه        | تاشکند        | ۱۹۸۰       | ۲۲٬۲۰۰       | ۱۲            |
| ۸۳   | غزال‌کند     | تاشکند        | ۱۹۶۴       | ۲۱٬۶۰۰       | ۱۳            |
| ۸۴   | جمعه        | سمرقند        | ۱۹۷۳       | ۲۱٬۵۰۰       | ۶             |
| ۸۵   | چلک         | سمرقند        | ۱۹۸۱       | ۲۰٬۸۰۰       | ۷             |
| ۸۶   | یکه‌باغ      | قشقه‌دریا      | ۱۹۷۸       | ۲۰٬۶۰۰       | ۹             |
| ۸۷   | خواجه‌آباد   | اندیجان       | ۱۹۸۱       | ۲۰٬۲۰۰       | ۱۰            |
| ۸۸   | بشکند       | قشقه‌دریا      | ۱۹۷۷       | ۱۸٬۹۰۰       | ۱۰            |
| ۸۹   | دوستلیک     | جیزک          | ۱۹۸۳       | ۱۸٬۳۰۰       | ۵             |
| ۹۰   | وابکند      | بخارا         | ۱۹۸۱       | ۱۷٬۸۰۰       | ۵             |
| ۹۱   | بخت         | سیردریا       | ۱۹۸۰       | ۱۷٬۵۰۰       | ۴             |
| ۹۲   | جام‌بای      | سمرقند        | ۱۹۷۷       | ۱۷٬۴۰۰       | ۸             |
| ۹۳   | شیرین       | سیردریا       | ۱۹۷۲       | ۱۷٬۴۰۰       | ۵             |
| ۹۴   | ینگی‌رباط    | نوایی         | ۱۹۹۸       | ۱۷٬۰۰۰       | ۵             |
| ۹۵   | پیتنک       | خوارزم        | ۱۹۷۴       | ۱۶٬۸۰۰       | ۳             |
| ۹۶   | دوست‌آباد    | تاشکند        | ۱۹۸۳       | ۱۶٬۲۰۰       | ۱۴            |
| ۹۷   | اشتیخان     | سمرقند        | ۱۹۸۴       | ۱۶٬۰۰۰       | ۹             |
| ۹۸   | گاگارین     | جیزک          | ۱۹۷۴       | ۱۵٬۲۰۰       | ۶             |
| ۹۹   | قوم‌قرغان    | سرخان‌دریا     | ۱۹۷۱       | ۱۴٬۹۰۰       | ۷             |
| ۱۰۰  | تینچلیک     | فرغانه        | ۱۹۷۴       | ۱۴٬۷۰۰       | ۹             |
| ۱۰۱  | خلق‌آباد     | قره‌قالپاقستان | ۱۹۸۶       | ۱۴٬۶۰۰       | ۹             |
| ۱۰۲  | بستان       | قره‌قالپاقستان | ۱۹۸۳       | ۱۴٬۴۰۰       | ۱۰            |
| ۱۰۳  | رامیتن      | بخارا         | ۱۹۸۱       | ۱۴٬۳۰۰       | ۶             |
| ۱۰۴  | شاپورکام    | بخارا         | ۱۹۹۵       | ۱۴٬۰۰۰       | ۷             |
| ۱۰۵  | شومانای     | قره‌قالپاقستان | ۱۹۸۳       | ۱۴٬۰۰۰       | ۱۱            |
| ۱۰۶  | مرحمت       | اندیجان       | ۱۹۷۴       | ۱۳٬۶۰۰       | ۱۱            |
| ۱۰۷  | ینگی‌نشان    | قشقه‌دریا      | ۱۹۸۲       | ۱۳٬۳۰۰       | ۱۱            |
| ۱۰۸  | آلات        | بخارا         | ۱۹۸۲       | ۱۳٬۲۰۰       | ۸             |
| ۱۰۹  | مویناق      | قره‌قالپاقستان | ۱۹۶۳       | ۱۲٬۸۰۰       | ۱۲            |
| ۱۱۰  | قلعه‌آسیا    | بخارا         | ۱۹۳۲       | ۱۲٬۶۰۰       | ۹             |
| ۱۱۱  | قزل‌تپه      | نوایی         | ۱۹۷۹       | ۱۲٬۲۰۰       | ۶             |
| ۱۱۲  | آق‌قرغان     | تاشکند        | ۱۹۸۰       | ۱۱٬۹۰۰       | ۱۵            |
| ۱۱۳  | شرغون       | سرخان‌دریا     | ۱۹۷۳       | ۱۱٬۴۰۰       | ۸             |
| ۱۱۴  | تل مرجان    | قشقه‌دریا      | ۱۹۷۵       | ۱۰٬۸۰۰       | ۱۲            |
| ۱۱۵  | پای‌آریق     | سمرقند        | ۱۹۹۴       | ۱۰٬۶۰۰       | ۱۰            |
| ۱۱۶  | نورآباد     | سمرقند        | ۱۹۸۳       | ۹٬۶۰۰        | ۱۱            |
| ۱۱۷  | قراول‌بازار  | بخارا         | ۱۹۸۱       | ۹٬۲۰۰        | ۱۰            |
| ۱۱۸  | ینگی‌آباد    | تاشکند        | ۱۹۵۷       | ۸٬۹۰۰        | ۱۶            |
| ۱۱۹  | گزلی        | بخارا         | ۱۹۷۷       | ۸٬۱۰۰        | ۱۱            |
| ۱۲۰  | مرجان‌بلاغ   | جیزک          | ۱۹۸۰       | ۵٬۷۰۰        | ۷             |